# 그대들, 어떻게 살 것인가
《그대들, 어떻게 살 것인가》(일본어: 君たちはどう生きるか 기미타치와 도 이키루카[*])는 1937년의 요시노 겐자부로의 소설이다. 코페르라는 별명의 15세 소년 혼다 준이치와 그 외삼촌이 정신적인 성장, 빈곤, 인간으로서의 종합적인 체험과 마주하는 모습을 그린다.
당초 《일본소국민문고》의 최종간으로서 편찬자 야마모토 유조가 집필할 예정이었지만, 건강 문제로 대신해 요시노가 붓을 잡게 되었다고 한다. 1937년에 신초샤에서 출판되어 전후가 되어 어휘를 평이하게 하는 등의 변경이 가해져 포플러샤와 이와나미 서점으로부터 출판되었다.
아동문학의 형태를 취한 교양교육의 고전으로도 알려져 있다.
2017년에는 하가 쇼이치에 의해 만화화되어 《만화 그대들, 어떻게 살 것인가》(漫画 君たちはどう生きるか)라는 제목으로 매거진 하우스에서 출판되어, 2018년 3월에는 누계 200만 부를 돌파했다.
또, 미야자키 하야오가 제작한 애니메이션 영화의 제목을 이 작품에서 따서 《그대들은 어떻게 살 것인가》로 하는 것을 발표했다.

## 구성
구제중학교 2학년(15세)의 주인공인 코페르 군 혼다 준이치는, 학업 우수하고 스포츠도 잘 해내지만 장난이 지나쳐 급장이 될 수 없지만, 어느 정도의 인망은 있다. 아버지는 죽을 때까지 은행의 중역으로 집에는 하녀와 가정부 할머니가 있다. 동급생에게는 실업가나 대학 교수, 의사의 아들이 많아, 클래스의 화제는 스키장이나 영화관, 긴자나 피서지에도 미친다.
코페르 군은 친구들과 학교생활을 보내는 가운데 다양한 사건을 경험하고 관찰한다. 각 장의 뒤에 이어 그날의 이야기를 들은 외삼촌이 코페르 군에게 쓴 노트라는 체재로, '물건의 견해'나 사회의 '구조', '관계성'이라고 하는 테마를 말할 수 있다, 라고 하는 구성으로 되어 있다.
코페르니쿠스처럼 우리 지구가 넓은 우주의 천체 중 하나로 그 안에서 움직이고 있다고 생각하는가, 아니면 우리 지구가 우주의 중심에 앉아 있다고 생각하는가, 이 두 가지 사고방식은 사실 천문학에 관한 것만은 아니다. 상이라든가 인생이라든가를 생각할 때에도 역시 따라다니게 되는 것이다.— 사물의 관점에 대하여(외삼촌의 노트)

마지막으로 코페르 군은 외삼촌에게 응답으로서 노트에 '자신의 장래의 삶의 방식'에 대해 결의를 쓰고, 화자가 독자에 대해 '그대들, 어떻게 살 것인가'라고 물어보며 소설은 끝난다.

## 평가
이 책은 군국주의에 의한 폐색감이 높아지는 1930년대 일본에서 소년소녀에게 자유롭고 진보적인 문화를 전하기 위해 기획된 '일본소국민문고' 중 한 권이다.
마루야마 마사오는 아이인 코페르 군이 현실을 관찰하고 다양한 것을 발견해 나가는 과정을 극히 자연스럽게 그리는 작자의 필치와 외삼촌의 편지 형태로 주인공의 발견을 보완하는 구성을 칭찬 했다. 또 이 책의 제목이 되고 있는 '그대들, 어떻게 살 것인가'라는 질문에는, '어떻게 살 것인가'라는 윤리적인 문제 뿐만이 아니라, 어떤 사회과학적인 인식의 아래에서 살아갈까라는 문제가 제시되고 있는 점을 평가했다.
저자 요시노 겐사부로에 의하면, 《그대들, 어떻게 살 것인가》는 원래 문학 작품으로서 구상된 것이 아니라, 윤리에 대한 책으로서 쓰여졌다. 그러나 타카다 리에코에 의하면 이 책은, 교양주의의 절정기에 있던 구제중학교의 학생을 향해 쓰여진 교양론이기도 하다. 타카다는, 관립 구제중학교의 대표격이었던 도쿄고등사범학교 부속중학교(현 쓰쿠바대학 부속 중·고) 출신의 저자에 의해 그려진 주인공들의 축복받은 가정 환경이나 높은 '사회 계급'에 주목해, 이 책이 '그대들'이라고 부르는, 주체적인 삶의 방법을 할 수 있는 (즉 교양 있는) 인간이, 당시는 수의 한정된 특권적인 남자였던 것을 지적하고 있다.

## 비판
이슬람 법학자 나카타 고가 2018년 7월에 쓴 《모두 다르고, 모두 안 돼》(みんなちがって、みんなダメ)에는 《그대들, 어떻게 살 것인가》에 대한 반론이 포함되어 있다.
나카타는, 어떻게 살 수 있는지를 스스로 생각해 결정할 수 있다고 하는 이 책의 논리에 부정적이며, 거기에 '자유의 환상'을 본다. "할 수 없는 일을 할 수 있다고 자신의 분수에 맞지 않는 것을 하려고 하면 실패하기 때문에 더욱 승인 욕구가 충족되지 않게 된다. 되고 말고는 조금도 상관 없습니다. 종교의 경우에는 안 되는 것은 신 앞에서의 겸손에 통합니다."라고 그는 말했다.